# Ле-Фауэт (Кот-д’Армор)
Ле-Фауэ́т (фр. Le Faouët, брет. Ar Faoued) — коммуна во Франции, находится в регионе Бретань. Департамент — Кот-д’Армор. Входит в состав кантона Плуа. Округ коммуны — Генган.
Код INSEE коммуны — 22057.

## География
Коммуна расположена приблизительно в 400 км к западу от Парижа, в 125 км северо-западнее Ренна, в 30 км к северо-западу от Сен-Бриё.
Река Леф образует восточную границу коммуны.

## Население
Население коммуны на 2016 год составляло 395 человек.
| 1962 | 1968 | 1975 | 1982 | 1990 | 1999 | 2008 | 2016 |
| ---- | ---- | ---- | ---- | ---- | ---- | ---- | ---- |
| 437  | 450  | 346  | 319  | 250  | 273  | 299  | 395  |

## Администрация
| Период | Период | Фамилия            | Партия        | Примечания |
| ------ | ------ | ------------------ | ------------- | ---------- |
| 2001   | 2008   | Эрве Мерсье        |               |            |
| 2008   |        | Марселен Ле Кальве | Разные правые | пенсионер  |

## Экономика
В 2007 году среди 163 человек в трудоспособном возрасте (15—64 лет) 117 были экономически активными, 46 — неактивными (показатель активности — 71,8 %, в 1999 году было 67,8 %). Из 117 активных работали 102 человека (57 мужчин и 45 женщин), безработных было 15 (8 мужчин и 7 женщин). Среди 46 неактивных 10 человек были учениками или студентами, 26 — пенсионерами, 10 были неактивными по другим причинам.

## Достопримечательности
- Часовня Нотр-Дам-де-Кергрис и крест (XVI—XVII века). Исторический памятник с 1928 года[3]

## Фотогалерея

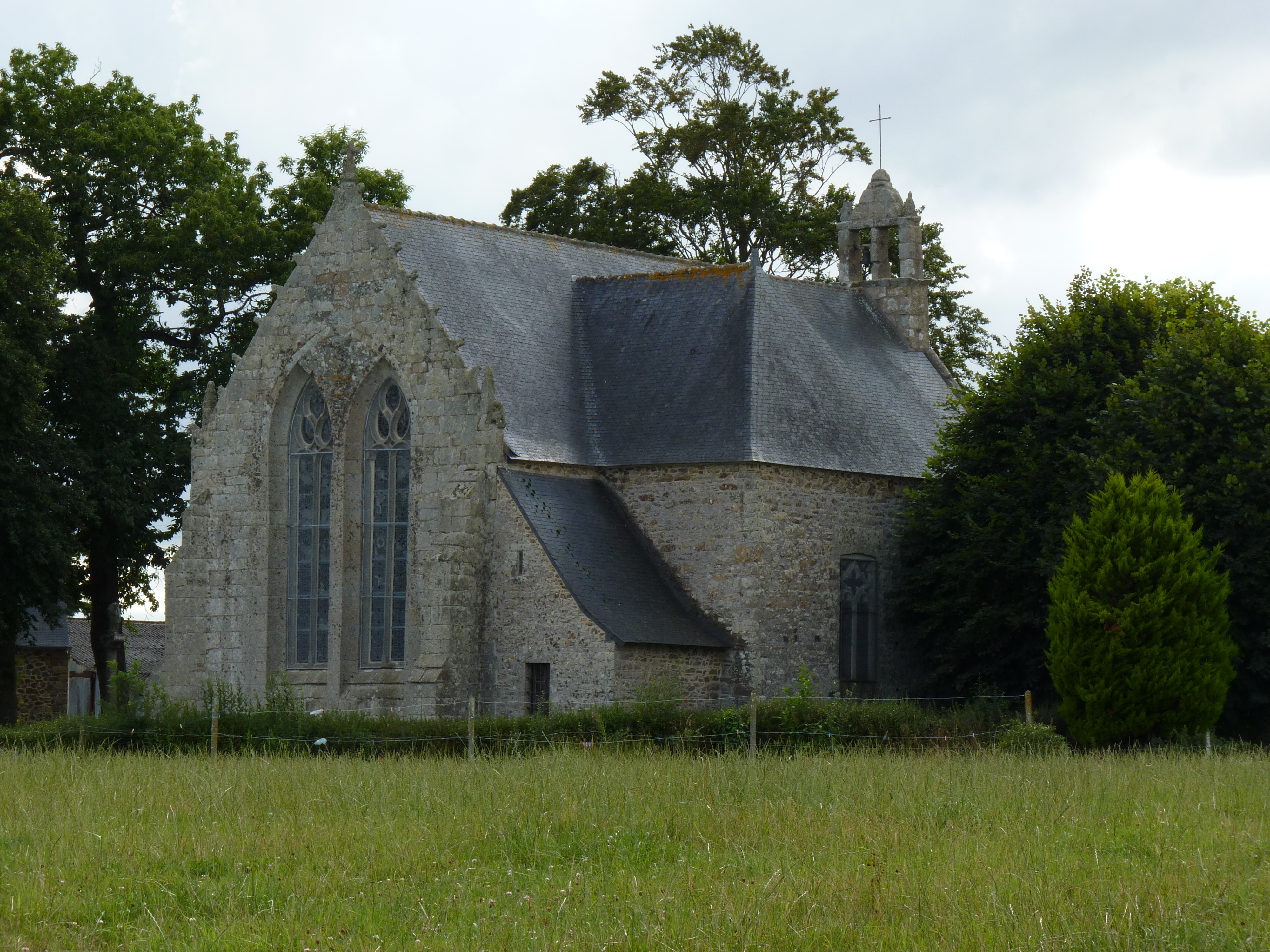
Часовня Нотр-Дам
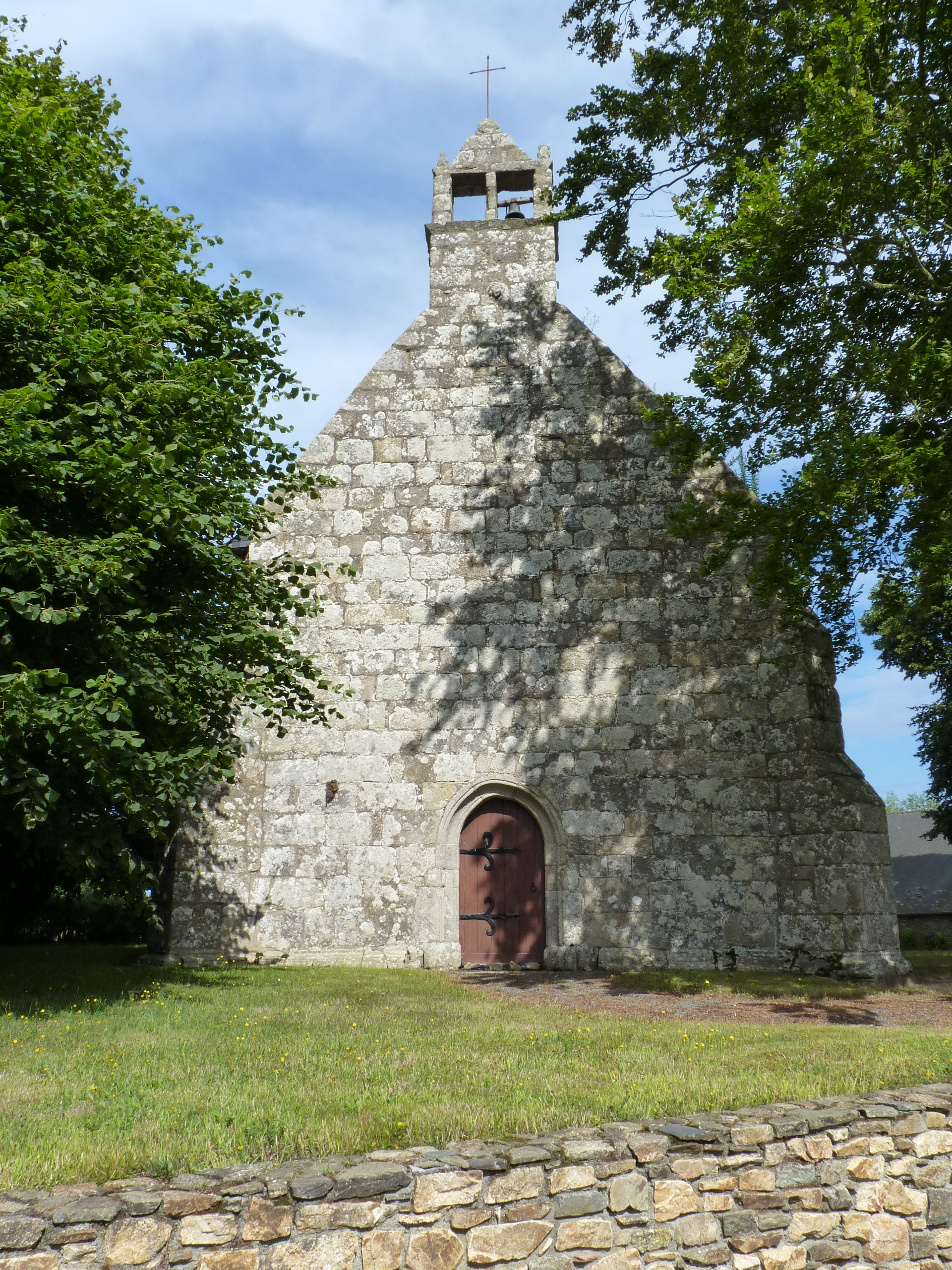
Часовня Нотр-Дам
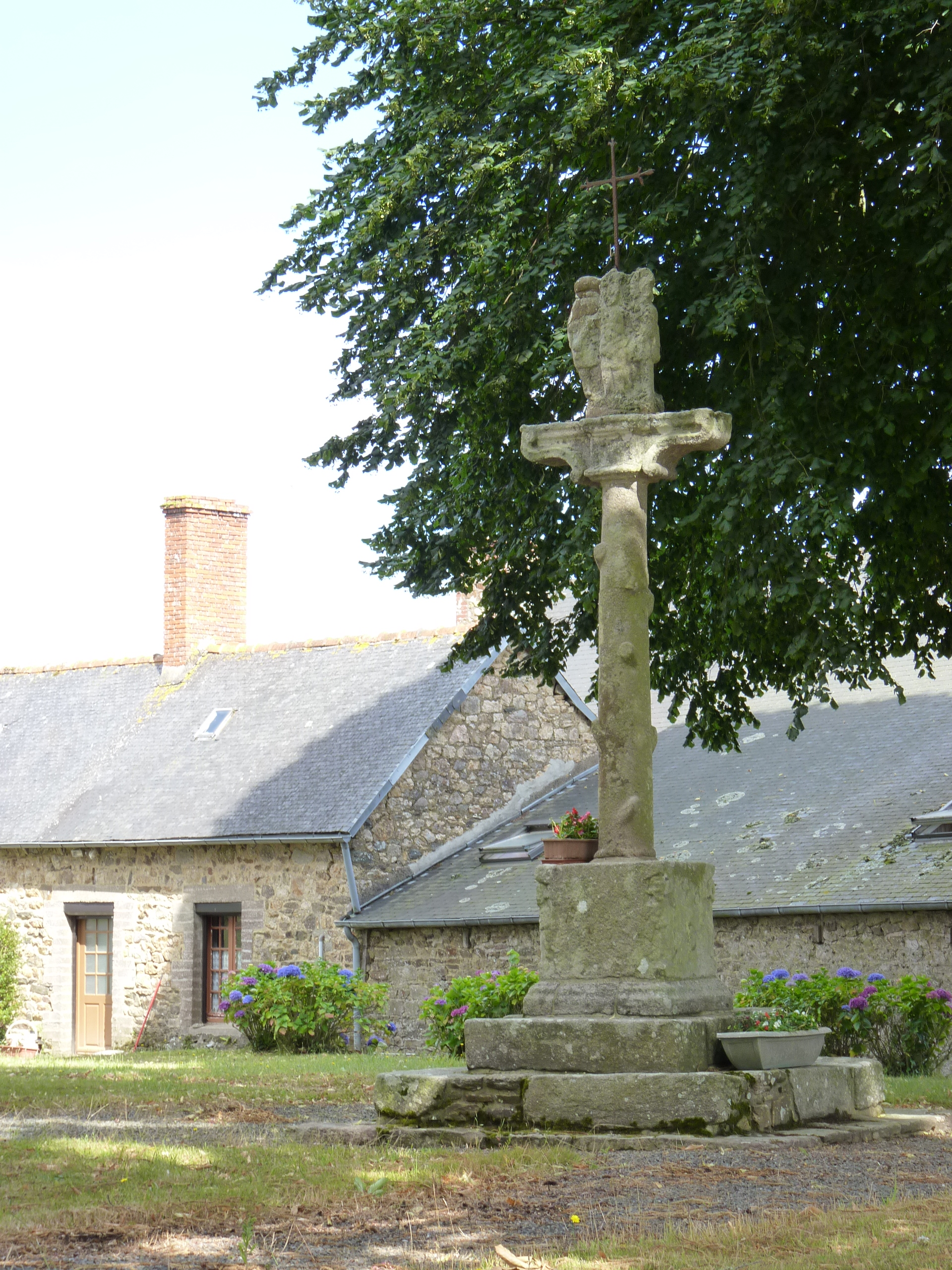
Крест
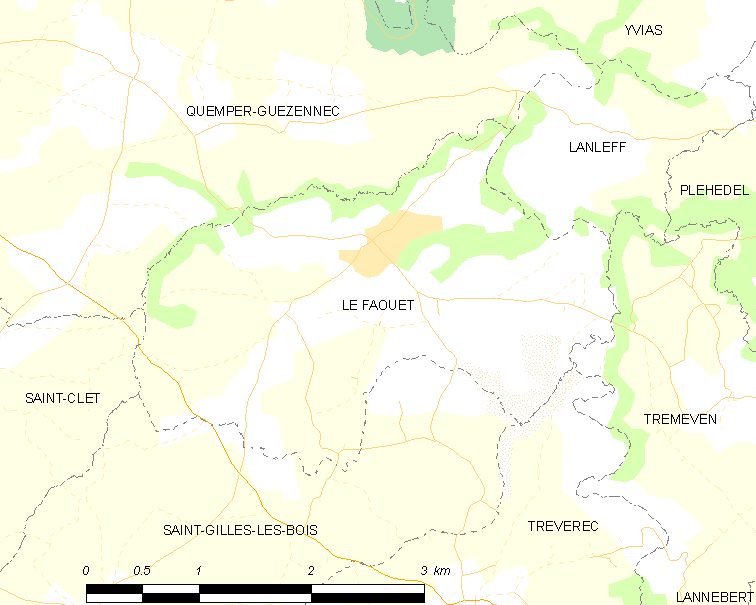
Карта коммуны